# آقای ریپلی بااستعداد (فیلم)
آقای ریپلی بااستعداد (به انگلیسی: The Talented Mr. Ripley) نام فیلم تریلر روانشناسانه‌ای است بر اساسِ رمانی با همین نام نوشتهٔ پاتریشیا های‌اسمیت که در سال ۱۹۹۹ به کارگردانی آنتونی مینگلا ساخته شد. این فیلم موفق شد در ۵ رشته، از جمله بهترین موسیقی فیلم، بهترین فیلم‌نامهٔ اقتباسی و بهترین بازیگر نقش مکمل مرد کاندیدای جایزه اسکار شود.
این فیلم همچنین در ۷ رشته کاندیدای جایزه بفتا شد که از آن میان فقط جود لا توانست به‌عنوان بهترین بازیگر نقش مکمل مرد جایزهٔ بفتا (۲۰۰۰) را از آنِ خود کند.